# Landsorganisationen i Danmark
Pour les articles homonymes, voir LO.

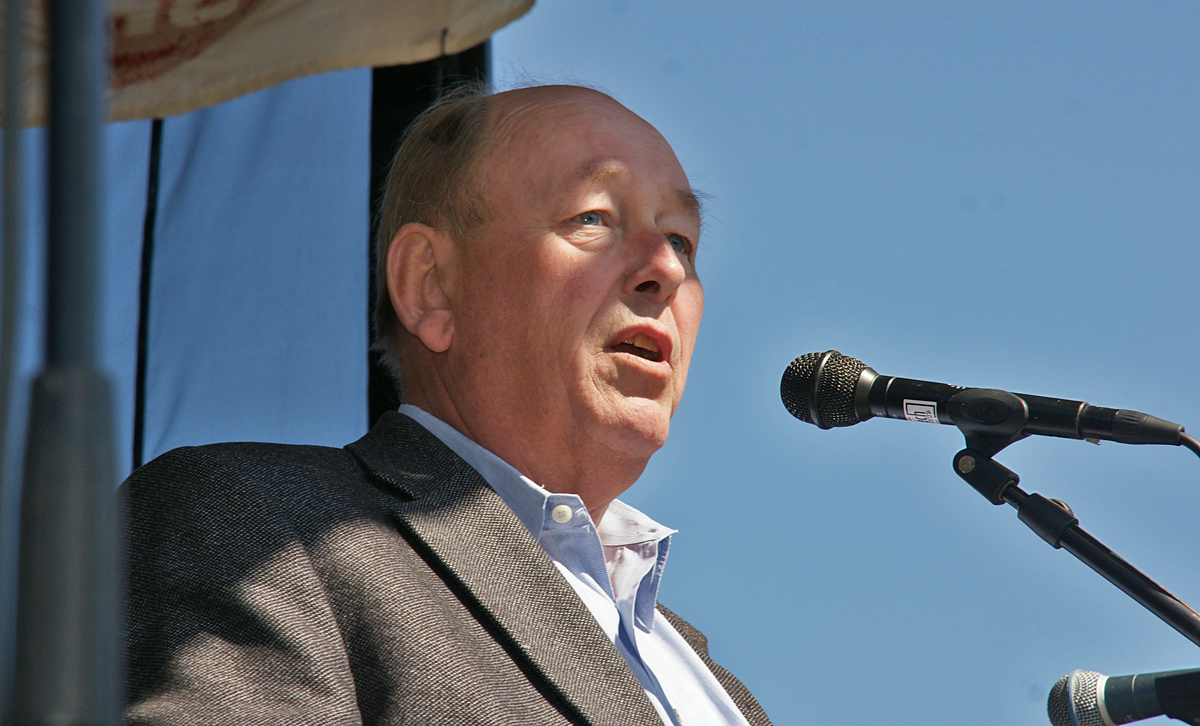
Harald Børsting, président depuis 2007

Landsorganisationen i Danmark (plus communément LO) était la première confédération syndicale danoise, avec environ un million et demi d'adhérents, principalement des ouvriers et employés, dans un pays avec un très fort taux de syndicalisation d'environ 85 %.
Elle a été fondée le 3 janvier 1898. Elle négocie les conventions collectives. Elle représente les intérêts des salariés dans les négociations avec les partis ou le gouvernement.
Lors d'un congrès extraordinaire le 13 avril 2018, le principe d'une fusion entre LO et la FTF a été adopté : la nouvelle confédération Fagbevægelsens Hovedorganisation (FH) a été mise en place au 1er janvier 2019.